# Pager Käse

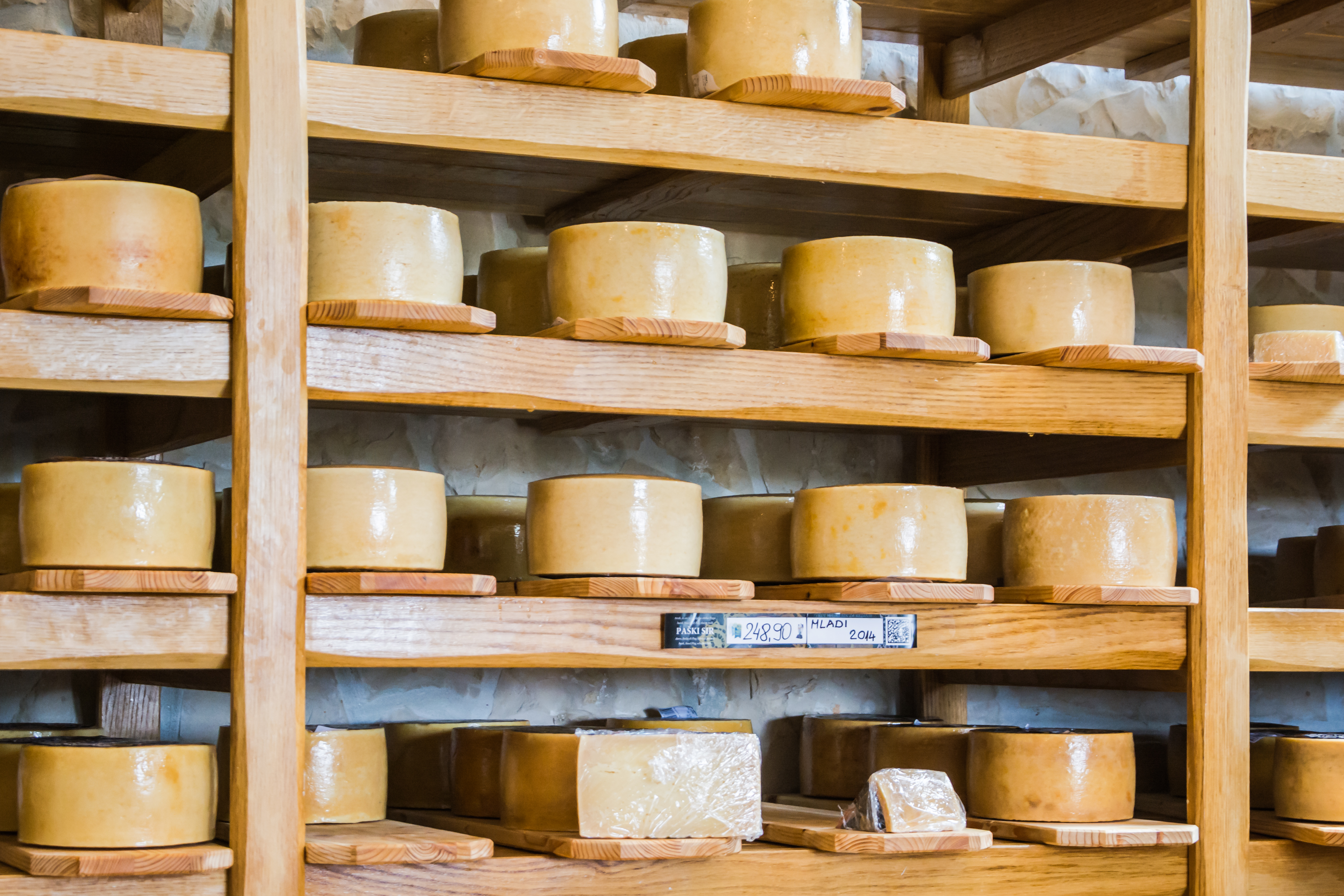
Pager Käse – Paški sir

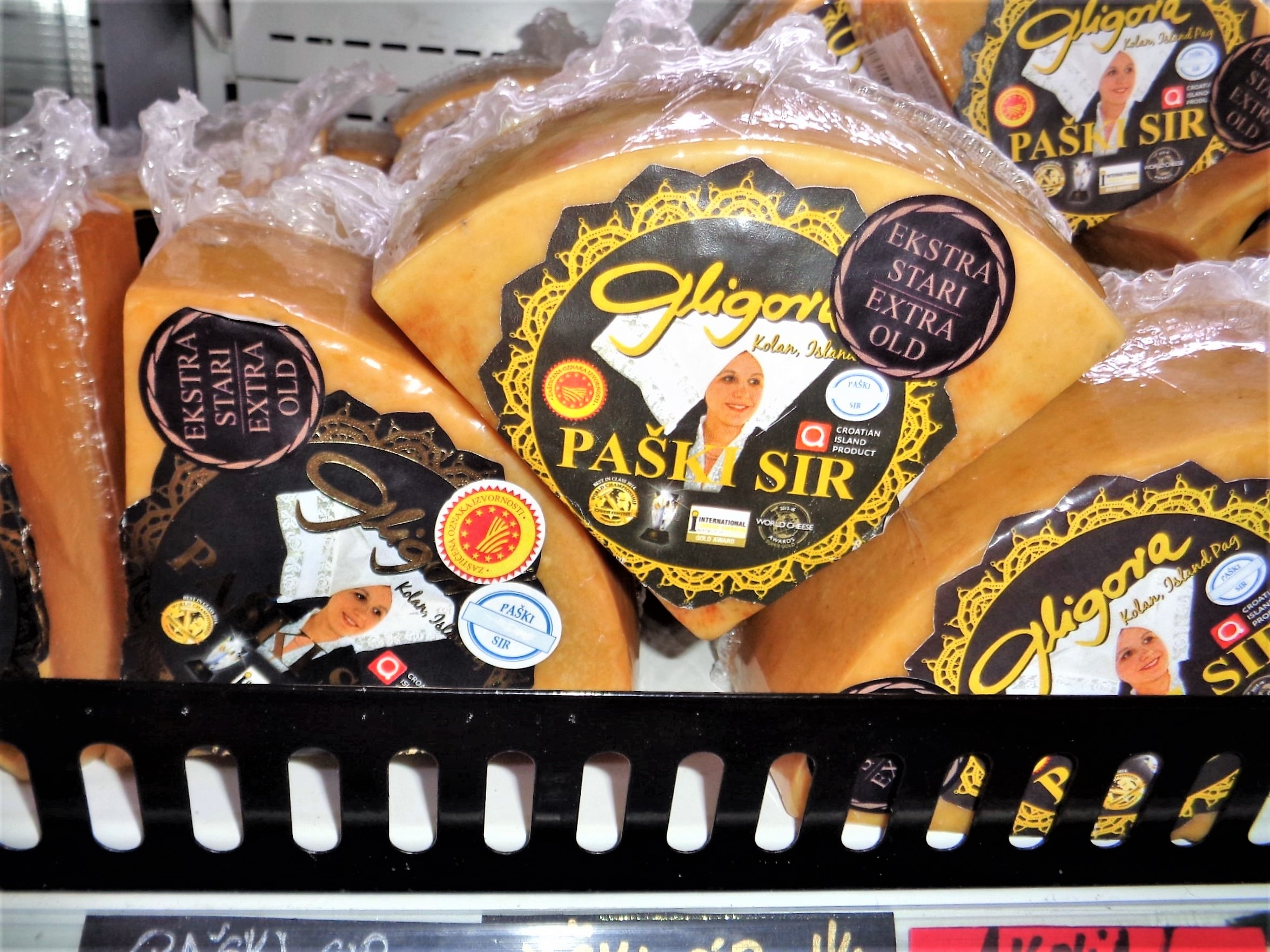
Pager Käse im Einzelhandel

Pager Käse (kroat. Paški sir) ist eine Schafskäse-Spezialität, die auf der Insel Pag in Kroatien hergestellt wird.
Dieser Käse wird aus der Milch einer kleinwüchsigen Schafrasse hergestellt, die auf der Insel lebt. Das besondere Aroma des Paški sir wird durch mehrere Faktoren beeinflusst: Da auf dem karstigen Untergrund der Insel Pag nur wenig Gras wächst, ernähren sich die ca. 28.000 Schafe vor allem von wildwachsenden und salzhaltigen Kräutern. 
Durch die vier bis sechs Monate dauernde Reifung und Lufttrocknung erhält der Käse seine besondere Würze. Aus 64 Litern Milch können 10 Kilogramm Käse hergestellt werden.